# Il était une fois la révolution
Pour les articles homonymes, voir Il était une fois.
Série Trilogie du temps
Il était une fois dans l'Ouest
(1968) Il était une fois en Amérique
(1984)
Pour plus de détails, voir Fiche technique et Distribution.
Il était une fois la révolution (Giù la testa) est un western spaghetti américano-hispano-italien de Sergio Leone sorti en 1971.
Le film se déroule au Mexique en 1913. Deux personnages font connaissance : un pilleur de diligences, Juan Miranda (Rod Steiger), et un Irlandais fénien, membre de l'Irish Republican Brotherhood en fuite, spécialiste en explosifs, John Mallory (James Coburn). Juan voit en John le complice idéal pour braquer la banque de Mesa Verde et va se trouver, bien malgré lui, plongé en plein cœur de la tourmente de la révolution mexicaine dont il sera le héros, grâce à (ou à cause de) son nouvel ami.
Le film est une fable picaresque qui se déroule dans le contexte de la révolution mexicaine (1910-1920) et se situe par là dans la lignée des westerns zapata initiés par El Chuncho (1966) de Damiano Damiani, El mercenario (1968) de Sergio Corbucci ou Trois pour un massacre (1969) de Giulio Petroni. Dans la filmographie de Léone, Il était une fois la révolution est le second volet de la Trilogie du temps, précédé par Il était une fois dans l'Ouest (1968) et suivi par Il était une fois en Amérique (1984). S'il n'y a pas de lien direct entre les intrigues et les temporalités de ces trois films, ils partagent des thèmes communs. Ainsi, les trois films parlent d'amitié, de trahison, de vengeance et, dans les deux derniers, de pardon. Il est en outre frappant de constater à quel point l'argent et les questions politiques (révolution, lutte des classes, mouvement ouvrier, politiciens corrompus) sont explicitement au centre des deux derniers volets. Sergio Leone y déploie un point de vue critique mais nuancé du romantisme révolutionnaire au profit d'une vision plus anarchisante.
Rassemblant 6 millions de spectateurs en Italie et 4,7 millions en France à sa sortie, le film est un franc succès. Dernier western réalisé par Leone, il est considéré par certains comme l'un de ses films les plus sous-estimés.

## Synopsis
« La révolution n'est ni un dîner de gala, ni une œuvre littéraire, ni un dessin, ni une broderie. On ne la fait pas avec élégance et courtoisie. La révolution est un acte de violence »

— Citation de Mao Tsé-Toung, mise en exergue dans le film
Au milieu de la révolution mexicaine - en 1913, un vagabond mexicain hèle une diligence remplie d'hommes riches, mais il est d'abord tenu en joue par le marshall qui mène l'embarcation puis désire voir la tête des voyageurs quand le péon s’insérera parmi eux. Quand la diligence repart, le vagabond subit les insultes racistes des passagers. Mais plus loin, la diligence est attaquée par une famille de bandits dont le vagabond, de son vrai nom Juan Miranda, est membre et est même le chef. Les hors-la-loi dépouillent les hommes riches tandis que Juan viole une passagère qui l'a insulté puis ils les chargent tous dans une charrette jetée dans une fosse à purin. Mais les bandits sont intrigués par une série d'explosions plus loin et comptent se rapprocher.
En passant à moto non loin, John H. Mallory, membre de l'IRB et spécialiste des explosifs, rencontre le hors-la-loi. Après que Juan eut tiré sur la moto pour l'arrêter, John descend de sa moto. Découvrant son habileté avec la dynamite et la nitroglycérine, Juan demande à John de l'aider à cambrioler la Banque nationale de Mesa Verde. John refuse, mais ordonne que Juan lui répare sa moto. Une fois la moto réparée, John s’apprête à repartir, mais Juan tire de nouveau sur la moto la rendant inutilisable. En guise de vengeance, John dynamite la diligence et s'en va. Juan, lui dit qu'il le retrouvera.
Plus tard dans la nuit, John se réveille dans une chapelle en entendant du monde arriver pour le retrouver. Il place un explosif dedans et se réfugie dehors d'où il actionnera le détonateur. Alors que l'équipe est arrivée dans la chapelle pour le retrouver, ce dernier découvre que Juan arrive derrière lui et appuie sur le détonateur. En effet, le mexicain l'a dénoncé à des soldats et ce sont ces derniers qui périssent dans la chapelle (et non la famille de Juan comme John pensait). Juan le fait accuser pour le meurtre de plusieurs soldats, faisant de lui un criminel recherché et offrant de le « protéger » en échange de son aide. John accepte à contrecœur d'aider Juan à attaquer la banque, mais s'enfuit sur le chemin de Mesa Verde.
Arrivé dans la ville avant Juan, John prend contact avec des révolutionnaires mexicains dirigés par le Dr Villega et accepte d'utiliser ses explosifs à leur service. Quand Juan arrive, John l'introduit dans les rangs des révolutionnaires. La banque est envahie lors de l'attaque des révolutionnaires contre l'armée mexicaine. Juan, intéressé uniquement par l'or de la banque, est choqué de constater qu'elle n'a pas de fonds et qu'elle est à la place utilisée par l'armée comme prison politique. John, Juan et sa famille finissent par libérer des centaines de prisonniers, faisant de Juan, contre son gré, un « grand, grand et glorieux héros de la révolution ».

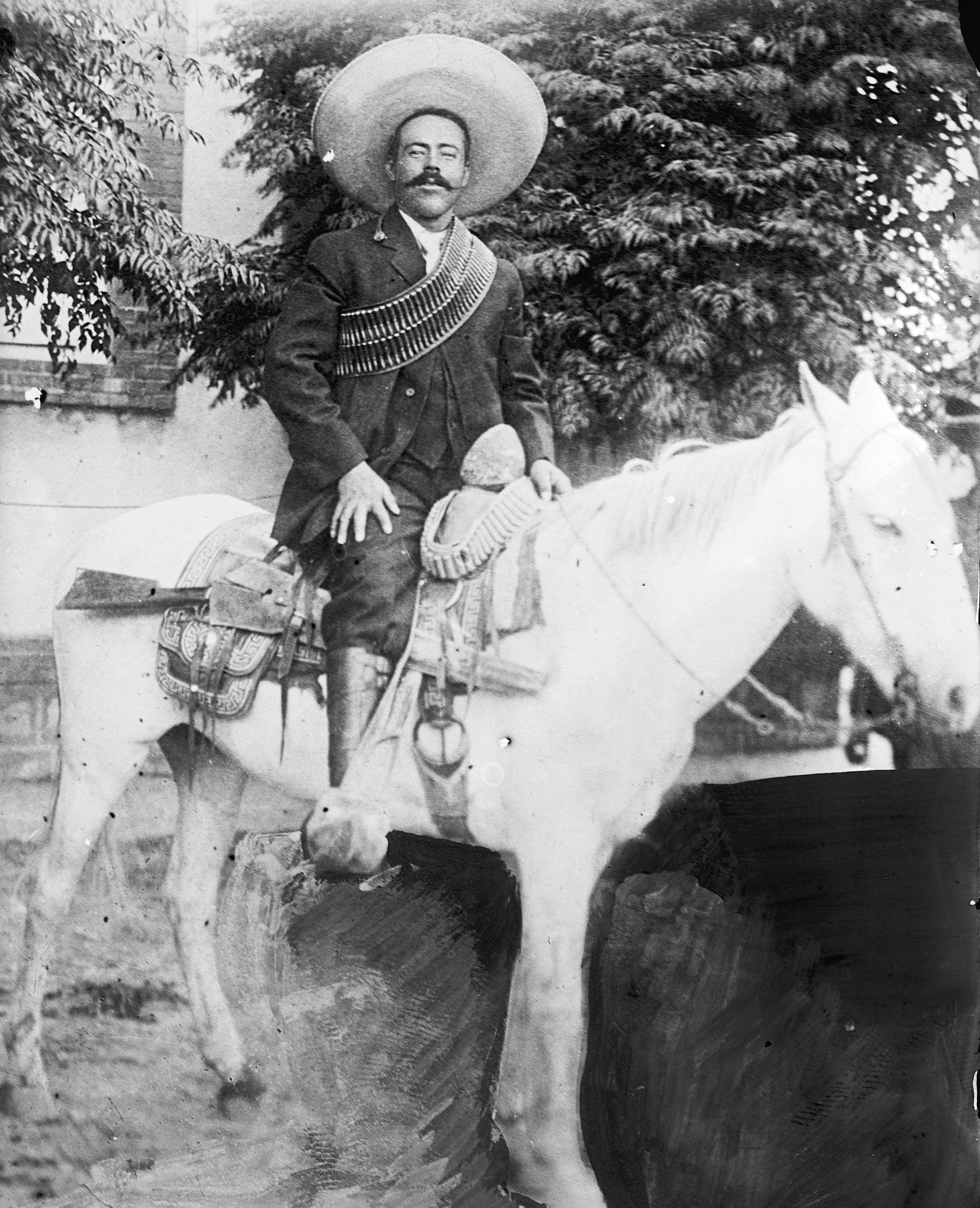
La figure de Pancho Villa est évoquée dans le film.

Les révolutionnaires sont chassés dans les collines par un détachement militaire de l'armée régulière dirigé par le colonel Günther Reza. John et Juan se portent volontaires pour les arrêter avec deux mitrailleuses et de la dynamite. Une grande partie du détachement de l'armée mexicaine est détruite en traversant un pont et en se réfugiant dessous, lequel est détruit par John à l'explosif. Le colonel Reza, près d'une voiture blindée, apparait comme seul survivant. Après la bataille, John et Juan découvrent que la plupart de leurs camarades, y compris le père et les enfants de Juan, ont été tués par l’armée dans une grotte qui servait de repaire aux rebelles. Affolé et enragé, Juan sort seul pour combattre l'armée et est capturé puis emmené dans un camp militaire. Le soir, John se faufile dans le camp, où il est témoin des exécutions de plusieurs de ses camarades révolutionnaires par un peloton d'exécution. Ils ont été trahis par le Dr Villega, qui a été torturé par le colonel Reza et ses hommes. Cela évoque chez John des souvenirs d'une trahison similaire par Nolan, son meilleur ami en Irlande. Dans un flashback, après que Nolan eut donné l'identité de John, celui-ci tue les deux soldats britanniques de garde puis Nolan, forçant John à fuir l'Irlande. Le lendemain, Juan fait face à son propre peloton d'exécution, mais John arrive et fait exploser le mur avec de la dynamite juste à temps. Ils s'échappent sur la moto de John.
John et Juan se cachent dans un wagon d'animaux d'un train de l'armée régulière en direction des États-Unis. Il s'arrête pour récupérer le gouverneur tyrannique Don Jaime, qui fuit (avec une petite fortune) les forces révolutionnaires appartenant à Pancho Villa et Emiliano Zapata. Alors que le train est arrêté et pris en embuscade, John, pour tester la loyauté de Juan, lui permet de choisir entre tirer sur le gouverneur et accepter un pot-de-vin de sa part. Juan tue Jaime, volant également le butin du gouverneur. Alors que les portes de la voiture s'ouvrent, Juan est accueilli par une foule nombreuse et est à nouveau salué de manière inattendue comme un grand héros de la révolution. L'argent est emporté par le général révolutionnaire Santerna.
Dans un train avec les commandants de la révolution, John et Juan sont rejoints par le Dr Villega, qui s'est échappé. John seul est au courant de la trahison de Villega. Ils apprennent que les forces de Pancho Villa seront retardées de 24 heures et qu'un train de l'armée transportant 1 000 soldats et armes lourdes, dirigé par le colonel Reza, arrivera dans quelques heures ce soir-là, ce qui supprimera sûrement la position rebelle. John suggère de charger une locomotive avec de la dynamite et de l'envoyer vers le train de l'armée mexicaine. John a besoin d'un autre homme, mais au lieu de choisir Juan, qui se porte volontaire, il choisit le Dr Villega. Il devient clair pour Villega que John est au courant de la trahison, mais John dit qu'il avait l'habitude de juger les gens, mais ce n'est plus le cas. John le supplie de sauter de la locomotive avant qu'elle ne touche le train de l'armée, mais Villega se sent coupable et reste à bord. John saute dans le même temps, et les deux trains entrent en collision et explosent, tuant Villega et un certain nombre de soldats mexicains.
L'embuscade des révolutionnaires réussit, mais alors que John s'approche pour retrouver Juan, il est abattu dans le dos par le colonel Reza. Un Juan enragé abat le colonel avec une mitrailleuse. Alors que John est mourant, il continue à avoir des souvenirs de Nolan et d'une jeune femme qu'ils aimaient tous les deux. Juan s'agenouille à ses côtés pour poser des questions sur le Dr Villega. John garde le secret du médecin et dit à Juan qu'il est mort en héros de la révolution. Alors que Juan va chercher de l'aide, John, mortellement blessé, sachant que sa fin est proche, déclenche une deuxième explosion qu'il a secrètement préparée au cas où la bataille tournerait mal. Horrifié par la mort soudaine de son ami, Juan regarde les restes brûlants de John, avant de se tourner vers la caméra et de demander désespérément : « Et moi alors ? ».

## Fiche technique
- Titre français : Il était une fois la révolution
- Titre original italien : Giù la testa (litt. : Baisse la tête ou Courbe l'échine[2])
- Titre espagnol : ¡Agáchate, maldito! (litt. : baisse-toi, abruti), Los héroes de Mesa Verde (litt. : Les Héros de Mesa Verde)
- Titre anglais : Duck, You Sucker (litt. : baisse-toi, connard), puis A Fistful of Dynamite (litt. : Une poignée de dynamite)
- Réalisation : Sergio Leone, assisté d'Alberto de Martino (sous le nom de « Martin Herbert »)
- Scénario : Sergio Donati, Luciano Vincenzoni et Sergio Leone
- Dialogues : Roberto De Leonardis (it), Carlo Tritto
- Photographie : Giuseppe Ruzzolini
- Montage : Nino Baragli
- Musique : Ennio Morricone
- Décors : Andrea Crisanti, Franco Velchi (it)
- Effets spéciaux : Antonio Margheriti
- Costumes : Franco Carretti
- Maquillage : Amato Garbini (it)
- Affiche : Robert McGinnis
- Production : Fulvio Morsella, Claudio Mancini (it), Ugo Tucci
- Sociétés de production : Rafran Cinematografica, Euro International Films, San Miura, United Artists
- Pays de production :  Italie -  Espagne -  États-Unis
- Langues de tournage : italien / anglais / espagnol
- Format : couleur - 2,35:1 - son mono - 35 mm
- Durée : 157 minutes
- Dates de sortie :
  - Italie : 29 octobre 1971
  - France : 20 mars 1972
  - États-Unis : 30 juin 1972
  - Espagne : 16 septembre 1972
- Affiche : Jouineau Bourduge (France)

## Distribution
- James Coburn (VF : Jean-Pierre Duclos) : John H. « Sean » Mallory
- Rod Steiger (VF : André Valmy) : Juan Miranda
- Romolo Valli (VF : Yves Brainville) : Dr Villega
- Maria Monti (VF : Julia Dancourt) : Adelita, la femme dans la diligence
- Rik Battaglia  (VF : René Arrieu) : général Santerna
- Franco Graziosi (VF : Jacques Thébault) : gouverneur Don Jaime
- Antoine Saint-John (VF : Lui-même) : colonel Günther « Gutierez » Reza
- David Warbeck : Sean Nolan, le meilleur ami de John (flashback)
- Vivienne Chandler : la petite amie de John (flashback)
- Jean Rougeul (VF : Alfred Pasquali) : le prêtre dans la diligence
- Antonio Casale (alias Anthony Vernon) (VF : Jacques Marin) : le notaire dans la diligence
- Memè Perlini (VF : Claude Mercutio) : Peon
- Edmondo Tieghi (VF : Henri Labussière) : Papa Miranda
- Giulio Battiferri (it) (VF : Georges Atlas) : Miguel, le gros fumeur
- Roy Bosier (de) : le propriétaire foncier dans la diligence
- John Frederick : l'Américain dans la diligence
- Nazzareno Natale (it) : conducteur de la locomotive
- Goffredo Pistoni : Julio Miranda
- Renato Pontecchi : Pepe Miranda
- Biagio La Rocca : Benito Miranda
- Vincenzo Norvese : Pancho Miranda
- Franco Collace : Napoleon Miranda
- Corrado Solari (it) : Sebastian
- Benito Stefanelli : un garde
- Franco Tocci : policier sur le train
- Florencio Amarilla : un révolutionnaire
- Stefano Oppedisano (it) : un révolutionnaire
- Luis Morris : un révolutionnaire exécuté (qui crache sur l'affiche)
- Furio Meniconi : un révolutionnaire exécuté
- Poldo Bendandi (it) : un révolutionnaire
- Omar Bonaro : un révolutionnaire exécuté
- Aldo Sambrell : officier du peloton d’exécution
- Conrado San Martín : conducteur de la diligence
- Michael Harvey : conducteur yankee de la diligence
- Alberigo Donadeo : un homme de Santerna
- Amato Garbini : policier sur le train
- Simon van Collem
- Vivienne Maya
- Sergio Calderón
- Rosita Torosh

## Production

### Genèse et développements
Le développement d'Il était une fois la révolution commence pendant la production d'Il était une fois dans l'Ouest, lorsque Sergio Donati, collaborateur de Sergio Leone, lui présente une première mouture du film. Au même moment, Mai 68 éclate à Paris, et les idéaux révolutionnaire et du nationalisme de gauche étaient devenus populaires parmi les étudiants universitaires et les cinéastes à travers l'Europe. Leone, qui avait consacré ses films précédents à déconstruire le romantisme de l'Ouest américain, décide de consacrer Il était une fois la révolution à déconstruire le romantisme révolutionnaire et à mettre en lumière l'instabilité politique de l'Italie contemporaine.
Leone, Donati et Luciano Vincenzoni travaillent ensemble sur le scénario du film pendant trois à quatre semaines, discutant des personnages et des scènes du film. Donati, qui avait déjà fait office de script doctor pour Le Bon, la Brute et le Truand, conçoit le personnage de Juan Miranda comme le pendant de Tuco dans Le Bon, la Brute et le Truand. Par ailleurs, Leone est en grande partie responsable du personnage de John Mallory et de l'accent mis par le film sur le développement de l'amitié entre John et Juan. Cependant, Leone, Donati et Vincenzoni ont parfois constaté qu'ils avaient des opinions très divergentes sur la façon dont le film devait être réalisé, Leone souhaitant que le film soit produit à grande échelle avec une qualité épique, tandis que Donati et Vincenzoni percevaient le film comme un thriller à petit budget.
Leone n'a jamais eu l'intention de réaliser Il était une fois la révolution mais il voulait que le film soit réalisé par quelqu'un qui puisse reproduire son style visuel. Peter Bogdanovich, son premier choix de réalisateur, a rapidement abandonné le projet car il estimait qu'il n'avait pas suffisamment de marge de manoœuvre,. Sam Peckinpah a ensuite accepté de réaliser le film après le départ de Bogdanovich, avant d'être refusé pour des raisons financières par le coproducteur américain United Artists. Donati et Vincenzoni, notant que le réalisateur embellit souvent les faits concernant ses films, affirment que Peckinpah ne l'a même pas envisagé - Donati a déclaré que Peckinpah était « trop rusé pour être produit par un collègue réalisateur ». Leone recrute alors son assistant réalisateur habituel, Giancarlo Santi, pour réaliser, avec Leone supervisant les procédures. Santi met en scène les dix premiers jours de tournage. Cependant, Rod Steiger refuse de jouer le rôle de Juan si Leone ne le réalise pas lui-même, et les producteurs font pression sur lui pour qu'il réalise le film. Leone accepte à contrecœur, et Santi est relégué au second plan,.

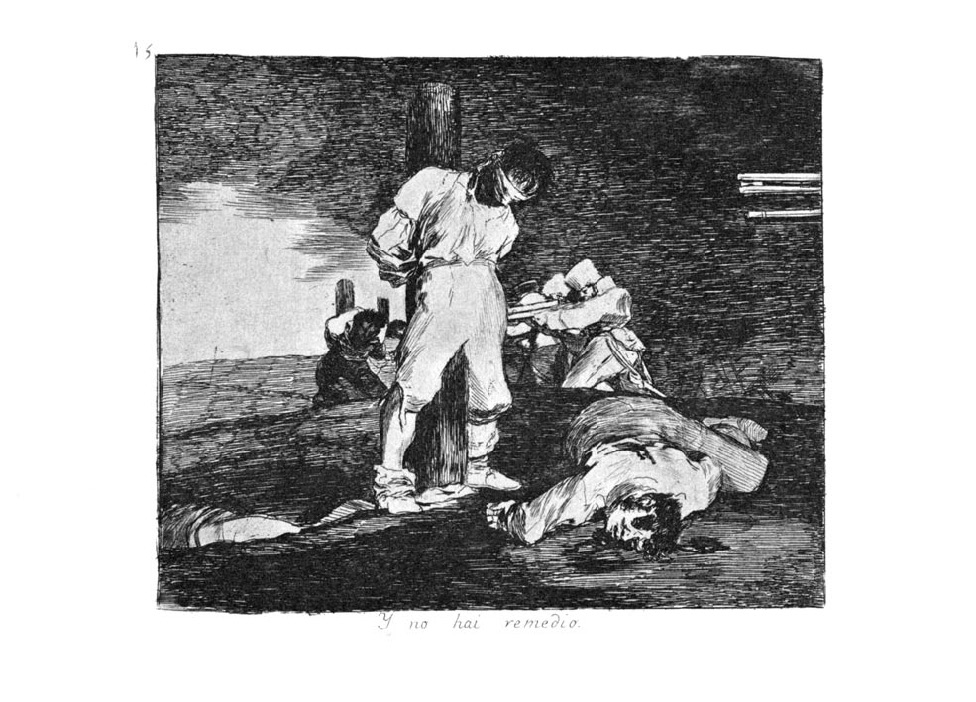
L'œuvre de Goya a inspiré au chef opérateur Giuseppe Ruzzolini la scène de l'exécution.

L'inspiration pour la scène du peloton d'exécution est venue de Francisco Goya, et en particulier de sa série d'estampes Les Désastres de la guerre. Leone a montré les gravures au chef opérateur Giuseppe Ruzzolini afin d'obtenir les effets de lumière et de couleur qu'il souhaitait. Selon le critique Elvis Mitchell du New York Times, le film a été influencé par La Horde sauvage de Peckinpah, et il partage certains éléments de l'intrigue avec Pat Garrett et Billy le Kid, un western américain mettant également en vedette James Coburn et sorti un an plus tard. Le biographe de Leone et historien du cinéma Sir Christopher Frayling a noté qu'Il était une fois la révolution a été réalisé à une période du cinéma italien où les cinéastes « repensaient » leur rapport au fascisme et à l'occupation nazie de Rome. Il identifie de nombreuses références aux deux guerres mondiales dans le film, comme le commandement par le colonel Reza d'un véhicule blindé ressemblant à un char nazi, le massacre de la famille de Juan (qui présente des traits communs avec le massacre des Fosses ardéatines de 1944), et une victime d'exécution ressemblant à Benito Mussolini.

### Attribution des rôles
La sélection des interprètes principaux d'Il était une fois la révolution s'est avéré difficile. Le rôle de John Mallory était écrit pour Jason Robards, qui avait joué Cheyenne dans Il était une fois dans l'Ouest, mais le studio voulait un plus grand nom pour son personnage. Clint Eastwood est alors approché par Leone pour le rôle, mais il considère qu'il s'agit simplement d'une version différente du même personnage qu'il avait déjà joué dans la Trilogie du dollar, et il désire également mettre fin à son association avec l'industrie cinématographique italienne. Il décline donc l'offre et va jouer dans Pendez-les haut et court de Ted Post. John Wayne est également envisagé pour le rôle de John, mais ce choix est rejeté par Leone, à la fois parce qu'il était considéré comme inadapté au rôle et parce que l'on estimait qu'un nom aussi prestigieux dans la distribution aurait pu trop mettre l'accent sur le personnage de Mallory. George Lazenby est ensuite approché pour jouer John, mais il décline l'offre. Un jeune Malcolm McDowell, alors surtout connu pour son interprétation dans If...., est envisagé pour incarner John ou Nolan, l'ami irlandais de John, mais Leone choisit finalement James Coburn pour jouer John,. Coburn avait déjà été pressenti pour d'autres projets de Leone, dont Pour une poignée de dollars et Il était une fois dans l'Ouest. Il avait également été pressenti pour jouer dans un autre western zapata financé par United Artists, El mercenario de Sergio Corbucci, mais Franco Nero est ensuite choisi pour jouer ce qui était à l'origine son rôle.
Le rôle de Juan Miranda était écrit pour Eli Wallach, sur la base de son interprétation de Tuco dans Le Bon, la Brute et le Truand, mais Wallach s'était déjà engagé pour jouer aux côtés de Jean-Paul Belmondo et Bourvil dans Le Cerveau (1969) de Gérard Oury. Après que Leone ait supplié Wallach de jouer le rôle, ce dernier a abandonné l'autre projet pour jouer Juan. Cependant, Rod Steiger devait un autre film au studio et ce dernier a refusé de soutenir le film si Steiger n'était pas sélectionné. Leone n'a offert aucune compensation à Wallach, qui lui a ensuite intenté un procès,.
Pour jouer au mieux le rôle, Rod Steiger a pris trois mois de cours auprès d'une Mexicaine pour apprendre le rythme et l'accent de quelqu'un dont la langue maternelle est l'espagnol, mais qui est obligé de s'exprimer dans une autre langue. Pour ne pas perdre sa façon de parler, il a continué à s'exprimer ainsi, même dans sa vie privée, pendant toute la durée du tournage. Au départ, Leone n'était pas satisfait de la prestation de Steiger, qui jouait son personnage comme une figure sérieuse et zapatiste, ce qui a entraîné de nombreuses tensions entre Steiger et Leone, dont un incident qui s'est terminé par le départ de Steiger pendant le tournage de la scène au cours de laquelle John détruit la diligence de Juan. Une fois le film terminé, Leone et Steiger étaient satisfaits du résultat final, et Steiger s'est fait connaître pour faire l'éloge de Leone pour ses compétences en tant que réalisateur.

### Tournage

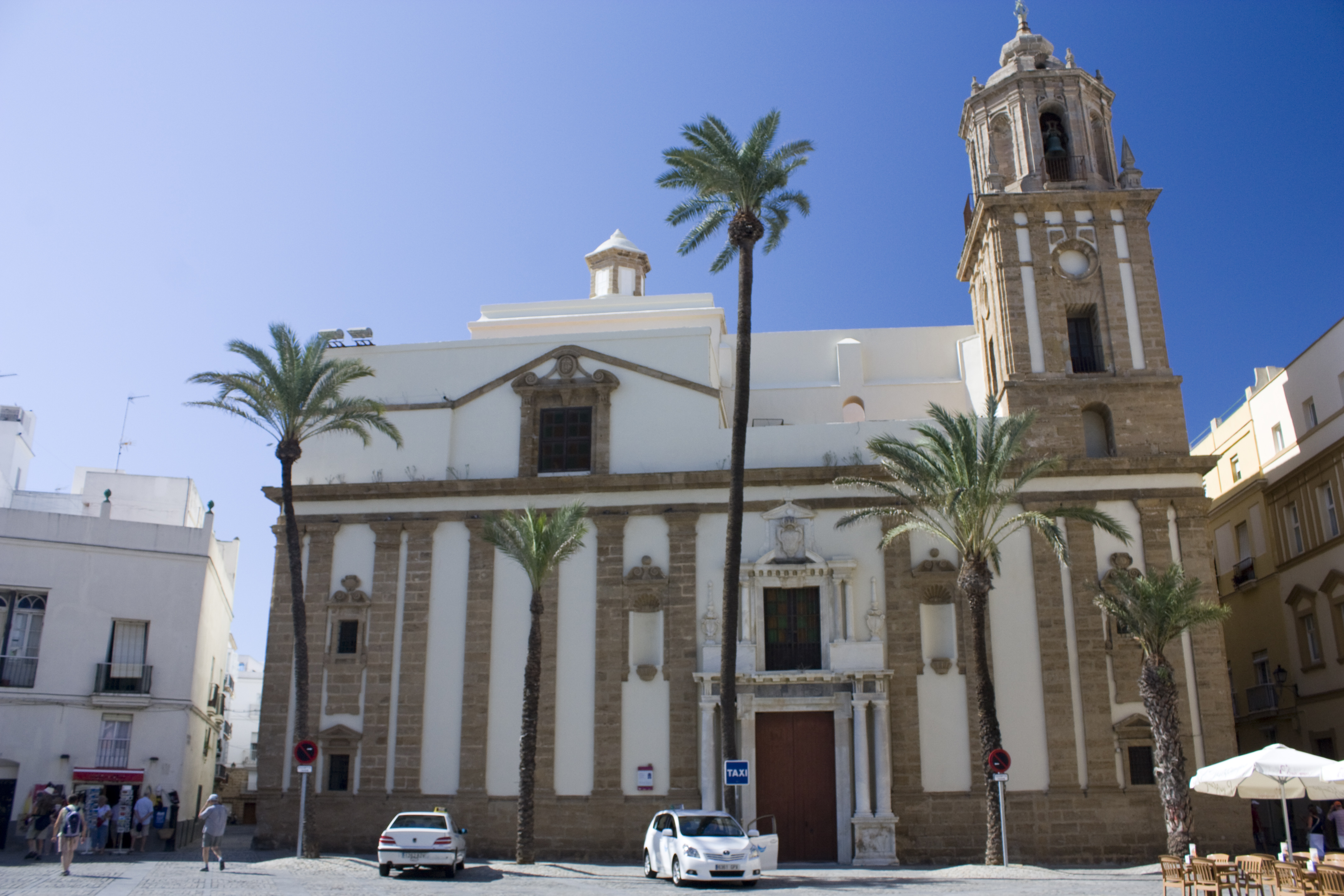
Le tournage s'est déroulé entre autres devant l'église de Santiago à Cadix.

Le tournage s'est déroulé d'avril à juillet 1970. Les extérieurs sont principalement tournés en Andalousie, dans le sud de l'Espagne. Certains des lieux de tournage sont les mêmes que ceux déjà mis en scène dans la Trilogie du dollar de Leone ; par exemple, la gare d'Almería, utilisée pour la séquence du train dans Et pour quelques dollars de plus, revient dans ce film en tant que gare de Mesa Verde. D'autres plans de la ville de Mesa Verde sont tournés à la gare de La Calahorra-Ferreira (es), au Edificio del Círculo Mercantil e Industrial y Teatro Cervantes de Paseo de Almería (es), à Rodalquilar (es), à Los Albaricoques de Cabo de Gata (es), à Cadix devant l'église de Santiago (es) ou la cathédrale nouvelle. D'autres scènes sont tournées à Medinaceli en Castille-et-León et les plans larges de vastes paysages sont surtout tournés dans le désert de Tabernas. Les scènes des souvenirs de Sean et ses amis ont été tournées en Irlande, au château de Howth (en) dans le comté de Dublin et au Toner's Pub sur Baggot Street, à Dublin. Les intérieurs en studio sont tournés à Rome aux studios de Dino De Laurentiis Cinematografica. Au fur et à mesure du tournage, Leone a modifié le scénario : comme il n'avait initialement pas prévu de réaliser le film, il pensait que le scénario était trop « pensé pour un cinéaste américain » et il l'a donc modifié en conséquence pour l'adapter à sa propre mise en scène. Il était une fois la révolution a été l'un des derniers films grand public à être tourné en Techniscope.

### Musique
La musique d'Il était une fois la révolution a été composée par Ennio Morricone, qui a collaboré avec Leone dans tous ses projets précédents en tant que réalisateur, à l'exception de ses deux premiers films, Les Derniers Jours de Pompéi (1959) et Le Colosse de Rhodes (1961). Elvis Mitchell, ancien critique de cinéma au New York Times, la considère comme l'une des partitions les plus illustres et inoubliables de Morricone. Il considère également que Invention for John, qui se fait entendre pendant le générique d'ouverture et qui parcourt le film, est « plus épique et fabuleux que tout ce que Morricone ait jamais fait ». La musique a été enregistrée en avril 1971 et les deuxièmes sessions d'enregistrement en août/septembre de la même année. Une bande originale pour le 35e anniversaire est sortie en 2006 avec des sessions d'enregistrement inédites et des prises alternatives.

### Références historiques et inexactitudes

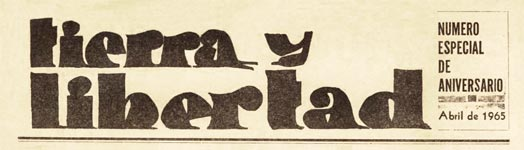
Tierra y Libertad, Publication espagnole